# تراکمه، زنگلان
تراکمه (به لاتین: Tarakema) یک منطقهٔ مسکونی در جمهوری آرتساخ است که در استان کاشاتاق واقع شده‌است.